# Eurafrica

Membri dell'Unione per il Mediterraneo (2008)

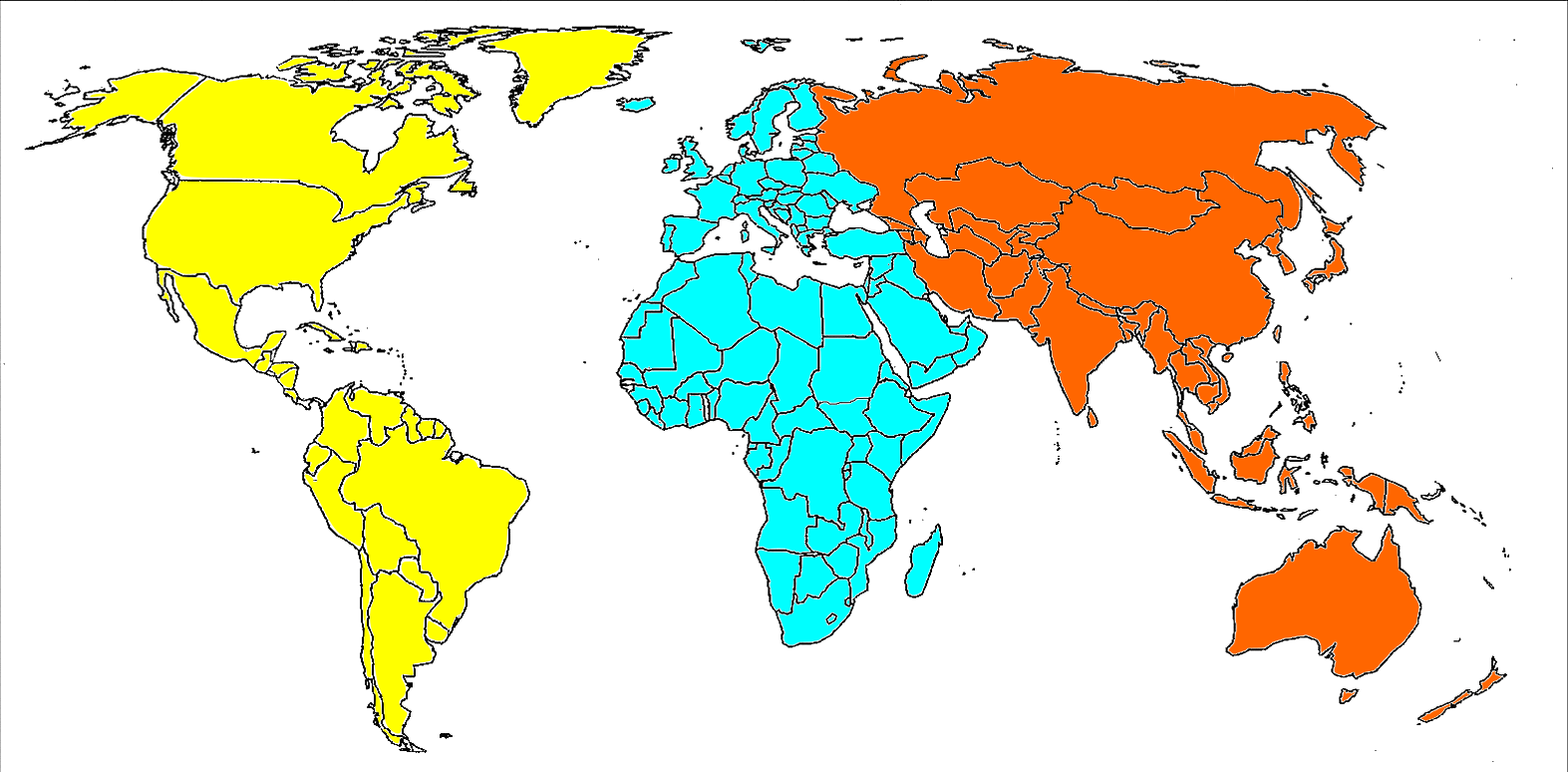
Una possibile suddivisione della Terra in 3 grandi mercati.

Con Eurafrica (una parola macedonia di "Europa" e "Africa"), si intende una idea originariamente tedesca di una collaborazione strategica tra Africa e Europa. Nei decenni antecedenti alla seconda guerra mondiale, i sostenitori tedeschi dell'integrazione europea promuovevano una fusione delle colonie africane come primo passo verso un'Europa federale.
In qualità di progetto politico vero e proprio, giocò un ruolo fondamentale nei primi sviluppi dell'Unione europea ma fu in larga parte tralasciato nel seguito. Nel contesto di una rinnovata strategia europea per l'Africa, e controversie legate a un partenariato euromediterraneo, il termine ha avuto una sorta di rinascita negli ultimi anni.